# Chirostoma attenuatum
Chirostoma attenuatum är en fiskart som beskrevs av Meek 1902. Chirostoma attenuatum ingår i släktet Chirostoma och familjen Atherinopsidae. IUCN kategoriserar arten globalt som starkt hotad. Inga underarter finns listade i Catalogue of Life.